# Ґледіс Рой
Ґледіс Рой (1896 –15 серпня 1927) — американська повітряна акробатка, льотчиця і кіноактриса.

## Ранні роки
Ґледіс Сміт народилася в Міннеаполісі в родині Чарльза Байрона Сміта і Майри Сміт (уродженої Вурхіс). Точна дата народження невідома; на її надгробку зазначено 1896 рік, але деякі джерела вказують рік народження як 1902 або 1904. У неї було дві сестри, Віола і Ґрейс, і три брати, Роберт «Лі», Чарльз «Лес» і Чедвік «Чад» Сміти, що також були відомими пілотами, літали з Northwest Airlines і всі включені до Залу авіаційної слави Міннесоти (англ. Minnesota Aviation Hall of Fame). Вона вийшла заміж за Артура Роя і виступала під ім'ям Ґледіс Рой. Дітей подружжя не мало.

## Кар'єра в авіації

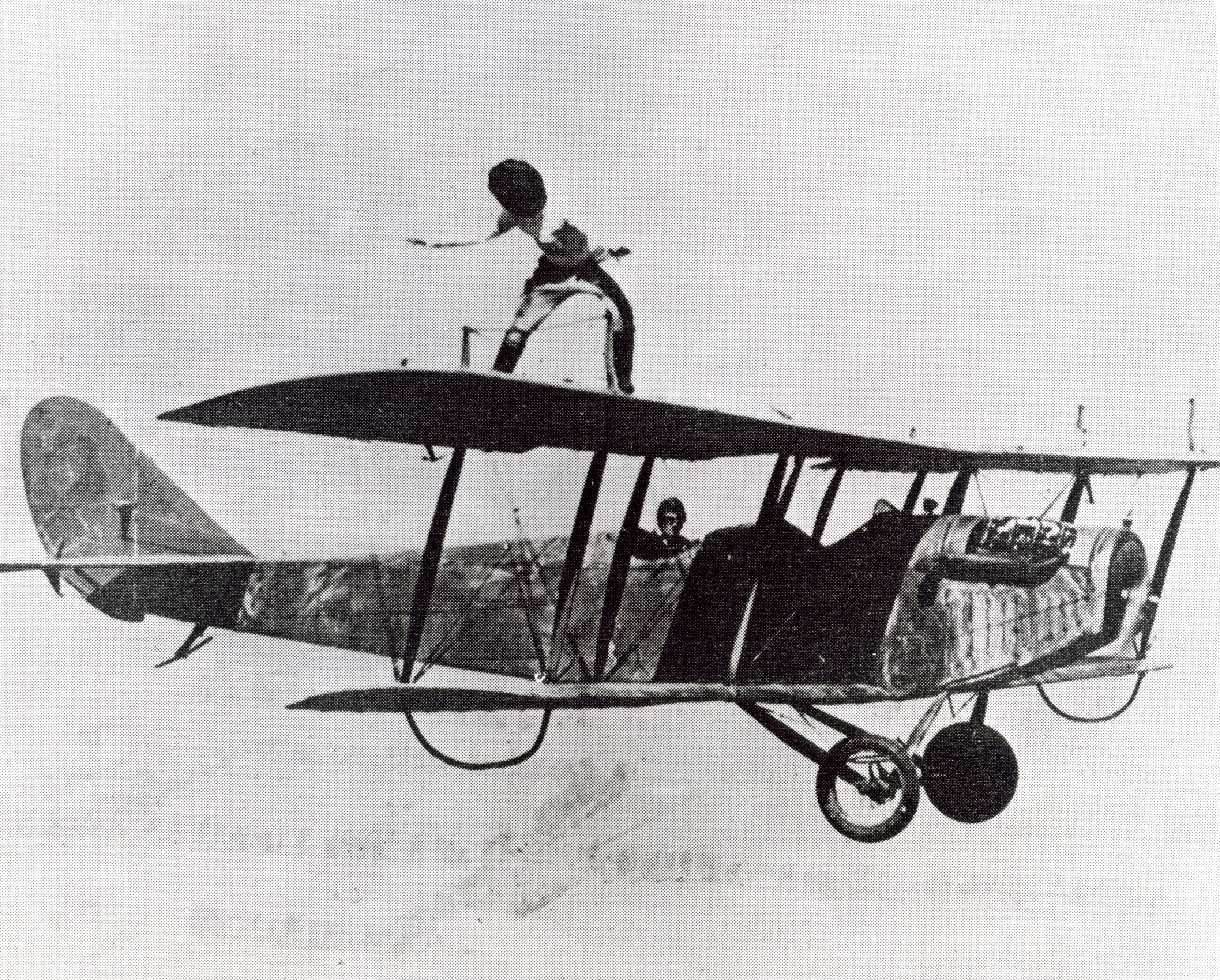
Рой із зав'язаними очима ходить по крилу літака над Лос-Анджелесом, 1924 рік.

Ґледіс прославилася у 1920-х роках, виступаючи з летючим цирком у Міннесоті та Каліфорнії. Вона почала в 1921 році як парашутистка, пізніше зайнялася вінг-вокінгом — трюками на крилах біплана під час польоту. Серед іншого, вона танцювала на верхньому крилі чарльстон або ходила по ньому з зав'язаними очима. Але найвідомішим її виступом була гра на крилі в теніс на висоті більше 900 м над Лос-Анджелесом у 1925 році. Її партнером у цьому трюці була Айван Енгер, учасниця каскадерської групи 13 Black Cats. Літак Curtiss JN-4, яким керував пілот Джек Томак, летів на максимальній швидкості 120 км/год. Дійсно грати на такій швидкості навряд було б можливо, тому вони просто імітували гру без м’яча (хоча на фото, опублікованих у деяких газетах, м'яч домальовано).
У 1924 році Рой заробляла від 200 до 500 доларів за виступ, але у 1926 році її заробіток впав до 100 доларів за виступ. У травні 1926 року в інтерв'ю Лос-Анджелес Таймс вона сказала:
«Останнім часом натовпи починають втомлюватися навіть від найскладніших моїх трюків, і тому я обов’язково повинна винаходити нові, якщо хочу зберегти свою репутацію шибайголови. Рано чи пізно трапиться якесь нещастя»
Оригінальний текст (англ.)
«Of late the crowds are beginning to tire of even my most difficult stunts and so I must necessarily invent new ones, that is, I want to hold my reputation as a dare-devil. Eventually an accident will occur»
.
Її агентом була Західна асоціація менеджерів водевілю, продаючи квитки на її виступи на ярмарках на заході Сполучених Штатів. Рой виконувала каскадерські роботи для компанії Lord Motor Car Company, а також працювала для різноманітних виставок та аукціонів нерухомості, включаючи John P. Mills Real Estate. У 1925 Рой знялася у вестерні The Fighting Ranger, але отримала серйозні травми, під час зйомок впавши з коня.

## Загибель
Рой загинула в Огайо 15 серпня 1927 року під час спільної фотосесії з «Міс Огайо 1926» Евелін Вілгус «Королева Огайо зустрічає Королеву Повітря». Під час зйомки використовувався літак з запущеним пропелером на землі. Сходячи з літака, Рой випадково наштовхнулася на пропелер і за кілька годин померла в лікарні внаслідок важких травм голови.
На момент смерті вона планувала взяти участь в авіаперегонах з Нью-Йорка до Риму з лейтенантом Делмаром Снайдером.